# Cerkiew św. Luigiego Orione we Lwowie
Cerkiew św. Luigiego Orione – greckokatolicka cerkiew przy ulicy Abrahama Lincolna 12 we Lwowie, w dzielnicy Zamarstynów, w rejonie szewczenkowskim.
Budowę świątyni zainicjowało dwóch włoskich misjonarzy z Włoch (E. Montanari i M. Cattelan) ze zgromadzenia Orionistów, którzy od 2001 pracują na Ukrainie. Cerkiew zaprojektował w latach 2006-2007 Mykoła Rybenczuk i jego pracownia architektoniczna "Symetria", inżynierem projektu był Wołodymyr Sivers. Budowa trwała rok i została ukończona w 2008, w jednym budynku znajduje się część sakralna i oratorium. Ogólna kubatura budynku wynosi 3775 m³, a powierzchnia całkowita 440 m³. Głównym elementem formującym bryłę świątyni jest sposób uformowania dachu, który poprzez swoją asymetrię ma nawiązywać do dominującego w krajobrazie dzielnicy Wysokiego Zamku. Dla stworzenia atmosfery domowego zacisza wyeksponowano okapy, które zdaniem projektanta przypominają dachy wiejskich cerkiewek. Świątynia ma stanowić zaczątek zespołu budynków sakralnych i użytkowych, ma on zajmować teren pod którym biegnie kolektor, w którym płynie Pełtew. Dzieli on działkę na dwie części i wyznaczony przez niego pas nie może zostać zabudowany.

## Architektura
Dominantę wnętrza stanowi ikonostas złożony z czterech dużych ikon napisanych w stylu bizantyjskim przez Ljubomyra Medwyda, przedstawiają one św. Piotra, Bogurodzica, Jezusa Chrystusa i św. Luigiego Orione. Z tyłu za ikonostasem znajduje się krucyfiks stworzony w podobnym style, przez tego samego autora. Poza ikonostasem w cerkwi znajduje się statuetka Matki Bożej przywieziona w 2010 z Brazylii, zawierająca relikwię św. Luigiego Orione. Cerkiew jest siedzibą parafii Opatrzności Bożej.